# كاميرون هاولي
كاميرون هاولي (بالإنجليزية: Cameron Hawley) (19 سبتمبر 1905 - 9 فبراير 1969)؛ روائي أمريكي.